# Nakatsukasa

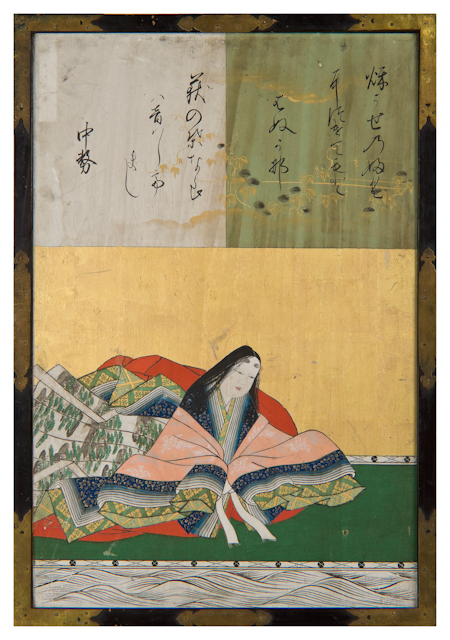
Nakatsukasa von Kanō Yasunobu, 1648

Nakatsukasa (jap. 中務) war eine japanische Waka-Dichterin der Heian-Zeit im 10. Jahrhundert. Sie ist eine von fünf Frauen der Sechsunddreißig Unsterblichen der Dichtkunst.
Ihr Vater, Prinz Atsuyoshi (敦慶親王, Atsuyoshi-shinnō) war der Sohn des Uda-Tennō, sowie Minister des Zentralministeriums (nakatsukasa-kyō) und da ihr Name unbekannt ist, wurde dessen Posten als Notname verwendet. Ihre Mutter war die Dichterin Ise. Sie unterhielt Beziehungen und Verhältnisse zu einer Vielzahl junger Adliger, besonders zu Minamoto no Saneakira, der ebenfalls zu den Sechsunddreißig Unsterblichen der Dichtkunst zählt.
Viele ihrer Gedichte sind Bestandteil der Gedichtanthologie Gosen-wakashū. Weitere Gedichte finden sich in den Sammlungen Saneakira-shū (信明集), Motosuke-shū (元輔集) und Minamoto no Shitagō-shū (元輔集)